# فرشته فراری
فرشته فراری فیلمی به کارگردانی و نویسندگی گرجی عبادیا محصول سال ۱۳۳۹ است. این فیلم محصول استودیو اطلس فیلم به تهیه‌کنندگی خود گرجی عبادیا بوده است.
فرشته فراری دومین فیلم با بازی گوگوش خردسال بعد از فیلم بیم و امید بوده است.

## داستان
دختری هنوز غم فقدان مادر را در قلب و روح دارد كه مصیبت تازه‌ای برایش فراهم می‌شود. نامادریی حسود و بدرفتار، زندگی ساده و بی غل و غش را جهت «فرشته» غیرممكن می سازد. فرشته چاره‌ای جز فرار از خانه نمی بیند. پس از مدتی آوارگی، مرد كاسب كار مهربانی كه علاقمند داشتن فرزندی است، او را با خود به خانه می‌برد. فرشته در این خانه نیز بیگانه است، او حالا اندک محبت پدر را نیز در كنار خود ندارد. چندی بعد نامادری درمی یابد كه هیچ گاه نمی تواند صاحب فرزند شود. او نادم از رفتار گذشته، مایل است به هر نحوی كه هست فرزند فراری همسرش را بازیابد. در جستجویی پرماجرا، سرانجام فرشته به خانه بازمی گردد.

## بازیگران
اسامی بازیگران فیلم فرشته فراری به شکل* و ترتیب نمایش در عنوان‌بندی آغازین فیلم  :
* اسامی داخل کروشه در عنوان بندی و یا پوستر درج نشده‌اند، به معنی که این بازیگران در زمان خود به این نامها شهرت داشته‌اند

تبلیغ نمایش نخست فیلم فرشته فراری در روزنامه‌ی اطلاعات چهارشنبه ۱۱ بهمن ۱۳۳۹

## نمایش فیلم
فیلم فرشته فراری برای بار نخست در تاریخ چهارشنبه ۱۱ بهمن ۱۳۳۹ خورشیدی در ۴ سینمای ایران، ایران، دیانا، پارک و میامی در تهران به نمایش درآمد.  این فیلم  جایگزین فیلم پیمان در این ۴ سینما شد.
فیلم فرشته فراری، پس از ۱۴ روز نمایش در تهران، در تاریخ سه‌شنبه ۲۵ بهمن ۱۳۳۹ جای خود را به فیلم مروارید سیاه (مهدی رئیس‌فیروز) در سینماهای فوق داد. 

.

## عوامل فیلم
گروه تهیه و تولید
- تهیه‌کننده: گرجی عبادیا
- مدیر تهیه: اصغر تیموری

گروه تدوین
- تدوین: گرجی عبادیا
- دستیار تدوین: ناصر اصفهانی

گروه فیلم‌برداری
- فیلمبردار: فریدون قوانلو
- دستیار فیلم‌بردار: حمید مجاوری
- عکاس: پرس فتو / اصغر بیچاره؟

گریم: ناصر لاله‌زاری
گروه صدا
- صدابردار: اسکندر مینایی
- دستیار صدابردار: کمال مطیعی

گروه موسیقی
- تنظیم آهنگها: شهرام شاهوردی
- خواننده‌ها: ایرج و مهوش و گوگوش

تدارکات: مبل شادرو
گروه چاپ و لابراتوار
- چاپ و لابراتوار: واهان بیجانیان
- دستیار لابراتوار: حسن چایچی